# Список призёров Олимпийских игр по художественной гимнастике
Олимпийские соревнования по художественной гимнастике начали проводиться с 1984 года (Олимпиада в Лос-Анджелесе). Соревнования проводятся только в двух видах — индивидуальное многоборье и групповое многоборье (начиная с Олимпийских игр 1996 года).мяу

## Индивидуальное многоборье
| Игры                            | Золото                                    | Серебро                    | Бронза                               |
| ------------------------------- | ----------------------------------------- | -------------------------- | ------------------------------------ |
| 1984 Лос-Анджелес см. подробнее | Лори Фанг Канада                          | Дойна Стэйкулеску Румыния  | Регина Вебер ФРГ                     |
| 1988 Сеул см. подробнее         | Марина Лобач СССР                         | Адриана Дунавская Болгария | Александра Тимошенко СССР            |
| 1992 Барселона см. подробнее    | Александра Тимошенко Объединённая команда | Каролина Паскуаль Испания  | Оксана Скалдина Объединённая команда |
| 1996 Атланта см. подробнее      | Екатерина Серебрянская Украина            | Яна Батыршина Россия       | Елена Витриченко Украина             |
| 2000 Сидней см. подробнее       | Юлия Барсукова Россия                     | Юлия Раскина Беларусь      | Алина Кабаева Россия                 |
| 2004 Афины см. подробнее        | Алина Кабаева Россия                      | Ирина Чащина Россия        | Анна Бессонова Украина               |
| 2008 Пекин см. подробнее        | Евгения Канаева Россия                    | Инна Жукова Беларусь       | Анна Бессонова Украина               |
| 2012 Лондон см. подробнее       | Евгения Канаева Россия                    | Дарья Дмитриева Россия     | Любовь Черкашина Беларусь            |
| 2016 Рио см. подробнее          | Маргарита Мамун Россия                    | Яна Кудрявцева Россия      | Анна Ризатдинова Украина             |
| 2020 Токио см. подробнее        | Линой Ашрам Израиль                       | Дина Аверина ОКР           | Алина Горносько Беларусь             |

## Групповое многоборье
| Олимпиада           | Золото | Серебро | Бронза |
| 1996 Атланта        | Испания · Марта Бальдо · Нурия Кабанильяс · Эстела Хименес · Лорена Гурендес · Таня Ламарка · Эстибалис Мартинес              | Болгария · Ина Делчева · Валентина Кевлиян · Мария Колева · Мая Табакова · Ивелина Талева · Вяра Ваташка                    | Россия · Евгения Бочкарёва · Ольга Штыренко · Ирина Дзюба · Ангелина Юшкова · Юлия Иванова · Елена Кривошей                |
| 2000 Сидней         | Россия · Ирина Белова · Елена Шаламова · Мария Нетёсова · Наталья Лаврова · Вера Шиманская · Ирина Зильбер                    | Беларусь · Татьяна Ананко · Татьяна Белан · Анна Глазкова · Ирина Ильенкова · Мария Лазук · Ольга Пужевич                   | Греция · Айрини Аиндили · Эвангелина Христодоулу · Мария Георгату · Захарула Карями · Чариклейя Пантази · Анна Поллату     |
| 2004 Афины          | Россия · Олеся Белугина · Ольга Глацких · Татьяна Курбакова · Наталья Лаврова · Елена Посевина · Елена Мурзина ·              | Италия · Элиза Бланки · Фабриция Д’Оттавио · Маринелла Фалька · Даниела Массерони · Элиза Сантони · Лаура Верницци          | Болгария · Жанета Илиева · Элеонора Кежова · Зорница Маринова · Кристина Рангелова · Галина Танчева · Владислава Танчева   |
| 2008 Пекин          | Россия · Елена Посевина · Татьяна Горбунова · Анна Гавриленко · Дарья Шкурихина · Наталья Зуева · Маргарита Алийчук           | КНР Суй Цзяньшуан Цай Тунтун Чоу Тао Чжан Шо Сунь Дань Лу Юаньян                                                            | Беларусь · Олеся Бабушкина · Анастасия Иванькова · Ксения Санкович · Зинаида Лунина · Глафира Мартинович · Алина Тумилович |
| 2012 Лондон         | Россия · Ксения Дудкина · Анастасия Близнюк · Алина Макаренко · Анастасия Назаренко · Каролина Севастьянова · Ульяна Донскова | Беларусь · Марина Гончарова · Анастасия Иванькова · Наталия Лещик · Александра Наркевич · Ксения Санкович · Алина Тумилович | Италия · Элиза Бланки · Ромина Лаурито · Марта Паньини · Элиза Сантони · Анжелика Савраюк · Андреа Стефанеску              |
| 2016 Рио-де-Жанейро | Россия · Вера Бирюкова · Анастасия Близнюк · Анастасия Максимова · Анастасия Татарева · Мария Толкачёва                       | Испания · Сандра Агилар · Артеми Гавесу · Элена Лопес · Лурдес Моэдано · Алехандра Керида                                   | Болгария · Любомира Казанова · Ренета Камберова · Михаэла Маевска-Величкова · Цветелина Найденова · Христиана Тодорова     |
| 2020 Токио          | Болгария Стефани Кирякова Симона Дянкова Лаура Траатс Мадлен Радуканова Ерика Зафирова                                        | ОКР Анастасия Близнюк Анастасия Максимова Анастасия Татарева Алиса Тищенко Ангелина Шкатова                                 | Италия Аньезе Дуранти Мартина Чентофанти Мартина Сатандреа Алессия Маурелли Даниела Могурян                                |